# 佐里亞 (赫爾松州)
47°17′3″N 34°16′51″E / 47.28417°N 34.28083°E
佐里亞（羅馬化：Zoria）是位於烏克蘭南部的村莊，由赫爾松州卡霍夫卡區的上羅哈奇克市鎮負責管轄。該村面積0.31平方公里，海拔高度26米，2001年人口87，人口密度每平方公里283.4人。